# Liste de personnalités nées à Alep
Cet article dresse une liste de personnalités nées à Alep classées par thème et par ordre chronologique.

## Personnalités politiques et militaires
- Jacobo Harrotian (fl. 19e siècle – mort en 1929 en République dominicaine)
- Abd al-Rahman al-Kayyali (1887-1969) médecin syrien, membre du mouvement nationaliste syrien, ministre de la Justice.
- Housni al-Zaïm (1897-1949 Damas), officier et homme politique syrien. Premier militaire à accéder au pouvoir, il met fin en 1949 à la démocratie parlementaire syrienne, et ouvre ainsi une voie d'instabilité politique qui a duré plus de vingt ans.
- Nazem Koudsi (14 février 1906-6 février 1998 Amman), homme politique syrien
- Amine al-Hafez (1911-17 décembre 2009 Alep), homme politique syrien et un militaire
- Nasser Kadour (1932-) est un homme politique syrien.
- Hassan Turkmani (1er janvier 1935-18 juillet 2012 Damas), militaire et homme politique syrien.
- Ali Sadreddine al-Bayanouni (1938-), secrétaire général de la section syrienne de la confrérie des Frères musulmans entre 1996 et 2010
- Mohammed Naji al-Otari (1944-), Premier ministre de la Syrie de 2003 à 2011.
- Levon Ter-Petrossian (1945-), président de la République d'Arménie entre 1991 et 1998.
- Sarkis Assadourian (1948-), ancien membre du parlement canadien
- Samuel Der-Yeghiayan (1952-), juge fédéral des États-Unis, premier immigrant arménien qui devient juge fédéral aux États-Unis.
- Vartan Oskanian (1955-), ministre des affaires étrangères entre 1998 et 2008.
- Garo Kahkejian (1963-1993 à Magauz près de Martakert), militaire arménien
- Maher el-Hajjar (1968-), homme politique syrien.
- Hilda Tchoboian, militante des droits de l'homme française, d'origine arménienne, membre du Parti socialiste

## Littérature, histoire et journalisme
- Ibn al-Qârih, (962-1030) poète et homme de lettres
- Rizkallah Hassoun (1825– 1880), journaliste et poète Syrien.
- Francis Marrache (1835, 1836 ou 1837 – 1873 ou 1874), écrivain et poète syrien
- Abdallah Marrache (mai 1839 – 17 janvier 1900), écrivain
- Mariana Marrache (1848–1919), écrivaine et poète syrienne
- Vahan Kurkjian (1863-1961 à New York), auteur arménien, historien et enseignant
- Edmond Rabbath (1902–1991 Beyrouth, Liban), historien et juriste syrien, naturalisé libanais, de confession syrienne-catholique.
- René R. Khawam, (1917-22 mars 2004), traducteur français de textes arabes.
- Garnik Addarian (1925-1986 à Beyrouth), poète renommé de la diaspora arménienne
- Manvel Zulalyan (1929-2012 à Yerevan), historien
- Jean-Pierre Hutin (7 septembre 1931–1er juin 1996), journaliste français.
- Hagop Barsoumian (1936-1986 à Beyrouth)
- Georges Tarabichi (1939-), penseur, critique littéraire et traducteur arabe
- Charles Gave (1943-) essayiste
- Harout Sassounian (1950-)
- Krikor Amirzayan (16 juin 1956), caricaturiste et journaliste arménien
- Joseph Elie Kahale (1958-), historien
- Khaled Khalifa (1964-), écrivain syrien.
- Hrag Vartanian, écrivain
- Seta Dadoyan, arménologue arménienne

## Sciences
- Roger Altounyan (1922-1987), médecin et pharmacologue.

## Musique, theâtre et dramaturges
- Sabri Moudallal (1918-2006 Alep), chanteur et compositeur traditionnel syrien.
- George Tutunjian (1930– 2006 Montréal)
- François Rabbath (12 mars 1931-), contrebassiste, compositeur et pédagogue franco-libanais.
- Sabah Fakhri (2 mai 1933-), chanteur, ténor syrien
- Adîb Al-Dâyikh (1938-), chanteur traditionnel syrien
- Christian Poché (26 juillet 1938-3 décembre 2010 Paris), compositeur, critique musical, musicologue et ethnomusicologue français.
- Dia Succari (30 juillet 1938-2010 Suresnes), compositeur et pédagogue franco-syrien.
- Sami Sankari (5 mars 1944-), est l'un des anciens musiciens et compositeurs d'Alep.
- Armande Altaï (20 mai 1944-), chanteuse
- Karnig Sarkissian (1953-)
- Paul Baghdadlian (1953-2011 à Glendale), chanteur
- Haig Yazdjian (1959-), compositeur
- Mayada El Hennawy (8 octobre 1959-), chanteuse syrienne.
- Omar Sarmini (1962-) est un chanteur syrien.
- Avraam Russo (1969-)
- Mohamad Fityan (1984-), compositeur et musicien
- Majd Mardo (1989-), acteur, réalisateur, producteur et scénariste néerlandais.
- Raffi Ohanian (1989-), chanteur

## Arts visuels
- Jean Carzou (1907– 2000 Marsac-sur-l'Isle, Dordogne), peintre français d'origine arménienne
- Charlotte Calmis (29 juillet 1913 - 18 novembre 1982 à Paris), femme peintre, poétesse, féministe, fondatrice de l'association La Spirale en 1972.
- Shahen Khachatrian (1934-), artiste
- Mekhitar Garabedian (1977-)

## Business et activisme public
- Charles A. Agemian (1909-1996 à Neptune City, New Jersey), banquier
- Albert A. Boyajian (1940-), homme d'affaires et défenseur de la cause arménienne
- Vatche Arslanian (1955-2003 à Bagdad), membre de la Croix-Rouge canadienne
- Nahed Ojjeh (6 novembre 1959-), femme d'affaires, milliardaire et mécène de nationalité syrienne.

## Divertissement
- Moustapha Akkad (1930-2005), réalisateur et producteur de cinéma.
- Thanaa Debsi (1er janvier 1941-), est une actrice syrienne, elle est la sœur de Thara.
- Thara Debsi (1950-), est une actrice syrienne,  elle est la sœur de Thanaa.
- Arto Der Haroutunian (1952-1987 en Angleterre), cuisinier, restaurateur, architecte, peintre, poète et traducteur.
- Najdat Isamail Anzour (1954-), cinéaste.
- DJ Sedrak (1963-2008 à Erevan), présentateur à la télévision.
- Fadwa Suleiman (17 mai 1970-), actrice.
- Charla Baklayan Faddoul (23 juillet 1976-)

## Sport
- Ghofrane Mohamed (1989-), athlète

## Islam
- Abd al-Rahman al-Kawakibi (9 juillet 1855-13 juin 1902 Caire), théologien, philosophe
- Omar Bakri Muhammad (1958-), imam radical

## Christianisme
- Maxime IV Sayegh (10 avril 1878-5 novembre 1967 Beyrouth), cardinal de l'Église catholique
- Isidore Fattal (26 octobre 1886-4 septembre 1961) dignitaire de l'Église grecque-catholique melkite.
- Paul Sbath (1887-20 octobre 1945), prêtre de l'Église syrienne catholique qui s'est rendu célèbre par une collection et des catalogues de manuscrits proche-orientaux anciens.
- Gabriele Acacio Coussa (3 août 1897-29 juillet 1962), prélat syrien catholique
- Ignace Antoine II Hayek (14 septembre 1910-21 février 2007 Liban), primat de l'Église catholique syriaque entre le 10 mars 1968 et le 23 juillet 1998.
- Hilarion Capucci (2 mars 1922-), ancien archevêque grec-catholique de Jérusalem.
- Ignace Pierre VIII Abdel-Ahad (28 juin 1930-), primat de l'Église catholique syriaque
- Grégoire Pierre XX Ghabroyan (15 novembre 1934-), est un prélat de l'Église catholique arménienne.
- Jean Teyrouz (6 mai 1941-), évêque de l'église catholique arménienne, évêque de l'éparchie Sainte-Croix-de-Paris des Arméniens depuis 2013.
- Jean-Clément Jeanbart (3 mars 1943-), évêque catholique grec-melkite d'Alep.
- Nourhan Ier Manougian (22 juillet 1948-), 97e patriarche arménien de Jérusalem

## Espace
- Muhammed Faris (26 mai 1951-), premier cosmonaute syrien.

## Autres
- Philippe Stamma (vers 1705-1755 Londres), joueur d'échecs et compositeur d'études d'échecs,
- Jean-Pierre Hutin, président de la fondation Trente millions d'amis.
- Wahbi Al-Hariri (1914-14 août 1994 Alep), artiste, architecte et écrivain syro-américain.
- Émile Benveniste (27 mai 1902-3 octobre 1976 Versailles), linguiste
- Jean-Claude Derey (1940-), est un journaliste, cinéaste et écrivain français.
- Mohammed Haydar Zammar (1961-), membre d’Al-Qaïda